# Sublime (гурт)
Sublime (укр. Піднесений) — американський рок-гурт з Каліфорнії, заснований 1988 року.

## Історія гурту
Засновниками гурту Sublime стали три музиканти з Лонг-Біч, штат Каліфорнія, США: фронтмен та гітарист Бред Новелл, бас-гітарист Ерік Вілсон, барабанщик Бад Го. Влітку 1988 року вони відіграли свій перший концерт в місцевому клубі, після чого протягом чотирьох років активно виступали, виконуючи пісні в стилях панк-рок, регі та ска, переважно для серферів та скейтбордистів. Лише 1992 року вони видали свій перший альбом 40oz. to Freedom, примірники якого продавали під час концертів. Пісня того, як пісня Sublime «Date Rape» потрапила у ротацію на місцевому радіо KROQ, на виконавців звернули увагу представники лейблу MCA Records. 1994 вийшов їхній другий альбом Robbin' the Hood, а на липень 1996 року було заплановано вихід третьої платівки Sublime.
25 квітня 1996 року тіло лідера гурту Бреда Новелла було знайдено в готелі Сан-Франциско, де він вмер від передозування героїну. Попри смерть музиканта та розпад гурту, альбом Sublime все ж вийшов. Три сингли з нього — «What I Got», «Santeria» та «Wrong Way» — стали значними хітами та часто транслювалися по радіо. Увага до гурту призвела до того, що було продано не лише понад 5 млн примірників останньої платівки Sublime, але й два попередніх альбоми також отримали сертифікації: 40oz. to Freedom став двічі платиновим, а Robbin' the Hood — золотим. Протягом наступних років вийшло ще декілька альбомів та збірок Sublime.
Після смерті Новелла два інших колишніх музиканта гурту заснували колектив Long Beach Dub Allstars, який не зміг повторити успіх Sublime. 2009 року Вілсон та Го об'єдналися з вокалістом Романом («Rome») Раміресом та почали виступати під назвою Sublime with Rome, а 2011 видали альбом Yours Truly.

## Дискографія
- 1992 — 40oz. to Freedom
- 1994 — Robbin' the Hood
- 1996 — Sublime
- 1997 — Second Hand Smoke
- 1998 — Stand by Your Van
- 1998 — Acoustic: Bradley Nowell & Friends
- 1999 — Greatest Hits
- 2005 — Gold[2]